# KTX-II
Le KTX-II, ou KTX-Sanchyeon, est un train à grande vitesse construit par Hyundai Rotem. C'est le successeur du KTX-I. Il est conçu pour atteindre la vitesse commerciale de 330 km/h mais circule dans un premier temps à la vitesse maximale de 305 km/h.
Il a commencé à être exploité en service commercial à partir du 2 mars 2010 par l'entreprise Korail.
Ce train fut développé à partir du prototype HSR-350x (en) et représente un investissement de 135 millions d'euros,. Une commande de dix-neuf trains a été passée à Hyundai Rotem : six devaient être livrés avant juin 2009, quatre avant juin 2010 et les neuf derniers avant fin 2010. Le prix d'une rame est d'environ 20 millions d'euros

## Description

### Technique
La structure du KTX-II est constituée d'un alliage d'aluminium (plus léger), au lieu d'acier pour son prédécesseur. Ses moteurs sont asynchrones, le système de freinage est contrôlé électriquement, et le profil aérodynamique est amélioré (carénages complémentaires) et adapté aux tunnels (résistance aux ondes de pression). Comme son prédécesseur, c'est un train articulé. Des extincteurs sont présents dans chaque voiture. Les coûts de maintenance devraient être fortement réduits par rapport au KTX-I notamment grâce à une meilleure répartition de la distribution électrique et un système de freinage amélioré.
Chaque rame de dix voitures peut être couplée pour former un train de vingt voitures.

### Éléments de confort
Le KTX-II émet un réseau Wi-Fi et permet l'accès au Korean Digital Multimedia Broadcasting. Les sièges sont retournables pour choisir son orientation par rapport au sens de la marche,. Leur espacement est de cinq centimètres supérieur au KTX-I. Un bar est disponible (service ambulant dans le KTX-I). Des « salles de réunions » sont proposées et il est adapté aux voyageurs handicapés. Les vitres font 38 mm d'épaisseur en quatre couches pour améliorer l'isolation et réduire le bruit.